# Claudius Mørch
Claudius (Claus) Mørch (Mørk) (døbt 2. juli 1759 i Sankt Nikolaj Kirke i København – 26. september 1813 sammesteds) var en dansk billedhugger.
Han var søn af kancellist Peter Reenberg Mørch (1724-1789) og Kirstine Marie født Brønsøe. Han besøgte fra 1776 Kunstakademiet og fik 1783-84 de to sølvmedaljer. Efter at have forsøgt sig to gange forgæves fik han endelig i 1789 den lille guldmedalje for opgaven Kain, som slår sin broder Abel ihjel. Samme år søgte han om ekspektance på en informatorplads ved Akademiet, da han nu ved sin faders død skulle forsørge en aldrende moder, og i januar 1790 blev han ansat som interimsinformator under Johan Christian Almers jævnlige sygdomsforfald. Tillige blev han i 1790 tegnelærer ved Søkadetakademiet: I sin ansøgning om successionsret efter Georg Mathias Fuchs tilbyder han at undervise fire timer om ugen uden vederlag og "vil føre Kadetterne udenfor Porten for at tegne"; Fuchs døde dog først i 1797. I 1805 fik Mørch i denne sin stilling titel af krigsassessor og tilladelse til at bære samme uniform som auditører i Marinen. Da Almer døde (1792), blev han fast lærer ved ornamentskolen. I disse stillinger virkede han nu, i den sidste tid med titel af krigsråd, til sin død, den 26. september 1813. Ingen af hans skulpturværker kendes.
Mørch blev gift 17. juni 1791 i København med Johanne Marie Bjørn (døbt 25. marts 1764 smst. - 16. maj 1843 smst.), datter af auktionsholder Daniel Bjørn og Maren født Waagensen. 
Han er begravet på Assistens Kirkegård.
Claudius Mørch har lagt navn til stiftelsen Krigsråd Mørks Minde i København. Da hans datter Emilie Henriette Mørk døde i 1865, testamenterede hun bygningen Lille Kannikkestræde 4 til bolig ”for Enker og ugifte Fruentimmer af den bedre Klasse, hvis Kaar i forhold til deres Stilling ere ringe.” Stiftelsen findes stadig.